# Ichneumon eurypus
Ichneumon eurypus är en stekelart som beskrevs av Heinrich 1961. Ichneumon eurypus ingår i släktet Ichneumon och familjen brokparasitsteklar. Inga underarter finns listade i Catalogue of Life.